# Guerra de Borgonya
La guerra de Borgonya va ser un conflicte entre el ducat de Borgonya i la dinastia Valois, en què es va involucrar l'antiga Confederació Suïssa, que hi tindria un paper decisiu. La guerra oberta va esclatar a 1474 i, en els anys següents, el duc de Borgonya, Carles I de Borgonya, seria derrotat tres vegades en els camps de batalla i mort a la batalla de Nancy. El Ducat de Borgonya i moltes altres possessions borgonyones passarien al regne de França, mentre que les terres de Borgonya en els Països Baixos i el Franc Comtat serien heretades per la filla de Carles, Maria de Borgonya, i van passar finalment a les mans de la Casa d'Habsburg.

## Situació general
Els ducs de Borgonya havien aconseguit durant cent anys formar una entitat política poderosa entre el regne de França i el Sacre Imperi Romanogermànic. Les seves possessions incloïen, a més dels seus territoris originals del Franc Comtat i el ducat de Borgonya, les regions de Flandes, Luxemburg i Brabant, de gran importància econòmica.
Els ducs de Borgonya seguien generalment polítiques d'expansió, especialment en Alsàcia i Lorena, buscant unir geogràficament les seves possessions del nord i del sud. Havent entrat prèviament en conflicte amb el rei de França (Borgonya s'havia posat del costat dels anglesos en la guerra dels Cent Anys), els avenços de Carles al llarg del Rin li van provocar un conflicte amb els Habsburg, i especialment amb l'emperador Frederic III.

## El conflicte

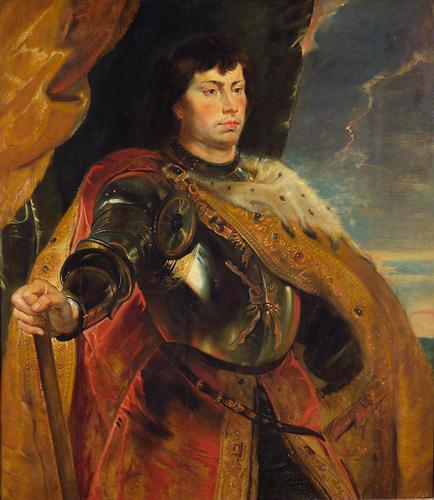
Retrat de Carles I de Borgonya per Rubens

El 1469 el duc Segimon d'Àustria va assignar les seves possessions a Alsàcia a Carles el Temerari, duc de Borgonya, com a feu, perquè les protegís contra l'expansió de l'antiga Confederació Suïssa. L'involucrament de Carles a l'oest del Rin no li va donar cap raó per atacar els confederats, com volia Segimon, però el seu embargament polític a les ciutats de Basilea, Estrasburg i Mülhausen, dirigides per Peter von Hagenbach, va fer que aquestes ciutats acudissin a Berna a la recerca d'ajuda. L'estratègia expansionista de Carles va patir una primera derrota quan va fracassar l'atac a l'arquebisbat de Colònia després del fallit setge de Neuss (1473-1474).
En una segona fase, Segimon buscava un acord de pau amb la confederació suïssa, que va acabar aconseguint a Constança el 1474 (anomenada més tard Ewige Richtung)). Volia comprar una altra vegada les seves possessions alsacianes, ara en poder de Carles, oferta que va declinar. Poc després, von Hagenbach va ser capturat i decapitat a Alsàcia, i els suïssos, aliats de les ciutats alsacianes i amb Segimon d'Àustria en una "lliga anti-Borgonya", van conquerir part del Franc Comtat després de guanyar la batalla d'Héricourt el novembre de 1474.
Lluís XI signà diversos tractats: amb els suïssos a l'octubre i amb Frederic III al desembre de 1474, i amb Eduard IV d'Anglaterra el 29 d'agost de 1475, que tenen com a objectiu aïllar Carles I de Borgonya. Renat II aprofita la situació i llança un atac contra el seu veí el 9 de maig de 1475. Carles, sense perdre temps, firma una nova treva amb el rei de França i envaeix Lorena a la tardor. Ràpidament pren Charmes, Épinal i la capital del ducat, Nancy, el 24 de novembre de 1475, que es rendeix després d'un mes de setge i Renat II de Lorena ha de refugiar-se a Joinville, petita ciutat al nord de Lorena. Carles acompleix en part el seu somni de reunir territorialment l'antic regne de la Lotaríngia amb Nancy per capital del nou regne. Els estats lorenesos s'alien amb el vencedor, que estableix diversos forts d'avançada amb la intenció de conquerir Suïssa.
El 1475, les forces berneses van conquerir i arrasar el Vaud, que pertanyia al duc de Savoia, aliat de Carles I de Borgonya. Al Valais, la república independent dels Sieben Zenden juntament amb els bernesos i altres tropes confederades van expulsar els de Savoia del baix Valais després de vèncer a la batalla de La Planta el novembre de 1475. En 1476 Carles contraatacar i va marxar contra Grandson, que pertanyia a Pierre de Romont de Savoia, on la seva guarnició seria ofegada al llac malgrat haver capitulat. Quan les forces confederades van arribar uns dies més tard, el seu exèrcit va patir una derrota enorme en la batalla de Grandson el 22 de juny de 1476. i va ser forçat a abandonar el camp de batalla, deixant la seva artilleria i moltes provisions. Després de reclutar un nou exèrcit, va ser novament vençut a la batalla de Murten. Carles el Temerari va morir en la batalla de Nancy el 1477, on els suïssos van lluitar al costat d'un exèrcit de Renat II de Lorena.

## Efectes
Després de la mort de Carles el Temerari, la dinastia dels Borgonya es va extingir. Els territoris de Flandes dels Borgonya van passar consegüentment a ser possessió dels Habsburg, quan l'arxiduc Maximilià I d'Habsburg, que més tard seria emperador del Sacre Imperi Romanogermànic, es va casar amb l'única filla de Carles, Maria de Borgonya. Borgonya va passar a ser part del Regne de França sota el control del Rei Lluís XI. El Franc Comtat va passar inicialment a mans franceses, però més tard va ser cedit el 1493 al fill de Maximilià I, Felip I de Castella, pel rei Carles VIII de França al Tractat de Senlis, en un intent de mantenir l'emperador en la neutralitat durant la invasió d'Itàlia que Carles havia planejat. Les victòries dels confederats sobre una de les potències europees més poderoses militarment els va reportar una reputació d'invencibilitat, i les guerres de Borgonya van marcar el principi del reclutament dels mercenaris suïssos en els camps de batalla d'Europa.